# セッラ・サンタッボンディオ
セッラ・サンタッボンディオ（伊: Serra Sant'Abbondio）は、イタリア共和国マルケ州ペーザロ・エ・ウルビーノ県にある、人口約900人の基礎自治体（コムーネ）。

## 地理

### 位置・広がり
ペーザロ・エ・ウルビーノ県南部のコムーネ。ウルビーノから南南東へ28km、ペーザロから南南西へ48kmの距離にある。

#### 隣接コムーネ
隣接するコムーネは以下の通り。括弧内のANはアンコーナ県、PGはペルージャ県所属を示す。
- フロントーネ
- ペルゴラ
- サッソフェッラート (AN)
- スケッジャ・エ・パシェルーポ (PG)

### 気候分類・地震分類
セッラ・サンタッボンディオにおけるイタリアの気候分類 (it) および度日は、zona E, 2356 GGである。
また、イタリアの地震リスク階級 (it) では、zona 2 (sismicità media) に分類される。

## 行政

### 分離集落
セッラ・サンタッボンディオには、以下の分離集落（フラツィオーネ）がある。
- Colombara, Leccia, Montevecchio, Petrara, Piccione, Poggetto, Villa

## 文化・観光

### ロッカのパーリオ
毎年9月には、ロッカのパーリオ (Palio della Rocca)と呼ばれる祭りが行われる。この祭りでは、地区対抗でガチョウの競争が行われる。